# Nora Häuptle
Nora Häuptle (* 9. September 1983) ist eine ehemalige Schweizer Fussballspielerin und jetzige -trainerin.

## Karriere
Häuptle ist in Horn im Kanton Thurgau aufgewachsen. Sie spielte zwischen 1996 und 2010 für den FC Staad, den BSC Young Boys, den FFC Zuchwil 05, den FC Twente Enschede, den FC Thun und die Schweizer Nationalmannschaft. Von 2009 bis 2012 war sie Coach beim FC Thun. Gleichzeitig studierte sie an der Universität Bern Sport- sowie Theaterwissenschaft. Danach arbeitete sie als Konditionstrainerin der Tennisspielerin Romina Oprandi.
Im Juli 2015 engagierte sie Peter Knäbel, der Technische Direktor des Schweizerischen Fussballverbands, als Trainerin des U-19-Frauennationalteams. An der U-19-EM 2016 erreichte sie mit ihrem Team den Halbfinal. Seit 2015, als die Schweiz erstmals an einer Fussball-WM der Frauen teilnahm, kommentiert Häuptle Frauen-Länderspiele für SRF. 2018 erlangte sie die UEFA-Pro-Trainerlizenz. Am 24. August 2020 übernahm sie die Trainerposition beim SC Sand in der Fussball-Bundesliga der Frauen. Sie war zu diesem Zeitpunkt der einzige weibliche Coach der Bundesliga. Vier Spieltage vor Ende der Saison 2020/21 wurde Häuptle vom SC Sand entbunden. In 18 Ligaspielen konnte die Sander Mannschaft unter ihr nur zwei Spiele gewinnen und zwei Unentschieden verbuchen. Ihr Nachfolger wurde Alexander Fischinger. Im Dezember 2021 trat sie ihre Stelle als Nationaltrainerin von Israel an, trat aber bereits Ende Januar aus persönlichen Gründen wieder von diesem Amt zurück. Im Sommer 2022 war sie als technische Beraterin des U-20-Nationalteams Ghanas während der U-20-Fußball-Weltmeisterschaft in Costa Rica tätig. Ghana schied nach drei Niederlagen und einem Torverhältnis von 1:9 nach der Vorrunde aus. Seit Januar 2023 ist sie Nationaltrainerin Ghanas. Mit Häuptle qualifizierte sich Ghana zum ersten Mal seit sechs Jahren wieder für den Africa-Cup. Anfang 2025 verliess Häuptle aber den Verband und wurde Nationaltrainerin von Sambia.